# Ostrinia furnacalis
Ostrinia furnacalis (Aziatische maïsboorder) is een vlinder uit de familie van de grasmotten (Crambidae). De wetenschappelijke naam van de soort is voor het eerst geldig gepubliceerd in 1854 door Achille Guenée.